# Komuna e Fierzës, Kukës prefektur
Komuna e Fierzës är en kommun i Albanien.   Den ligger i prefekturen Qarku i Kukësit, i den norra delen av landet, 110 km norr om huvudstaden Tirana. Komuna e Fierzës ligger vid sjön Liqeni i Fierzës.
Trakten runt Komuna e Fierzës består till största delen av jordbruksmark. Runt Komuna e Fierzës är det ganska glesbefolkat, med 26 invånare per kvadratkilometer.